# نیک پورسل
نیک پورسل (انگلیسی: Nick Purcell؛ زادهٔ ۲۸ ژوئن ۱۹۹۰) یک هنرپیشه اهل ایالات متحده آمریکا است. وی از سال ۲۰۰۵ میلادی تاکنون مشغول فعالیت بوده‌است. 